# Хорн Хил (Алабама)
Хорн Хил (енгл. Horn Hill) град је у америчкој савезној држави Алабама. По попису становништва из 2010. у њему је живело 228 становника.

## Демографија
Према попису становништва из 2010. у граду је живело 228 становника, што је 7 (3,0%) становника мање него 2000. године.
| Група             | 2000.       | 2010.       |
| Белци             | 227 (96,6%) | 208 (91,2%) |
| Афроамериканци    | 4 (1,7%)    | 3 (1,3%)    |
| Азијати           | 0 (0,0%)    | 0 (0,0%)    |
| Хиспаноамериканци | 1 (0,4%)    | 7 (3,1%)    |
| Укупно            | 235         | 228         |